# Selim Teber
Selim Teber és un exfutbolista alemany que jugava com a migcampista. Va començar com a futbolista a l'ASV Edigheim.